# Alluaudomyia brandti
Alluaudomyia brandti är en tvåvingeart som beskrevs av Tokunaga 1963. Alluaudomyia brandti ingår i släktet Alluaudomyia och familjen svidknott. Inga underarter finns listade i Catalogue of Life.